# Leo Gabriel (Journalist)

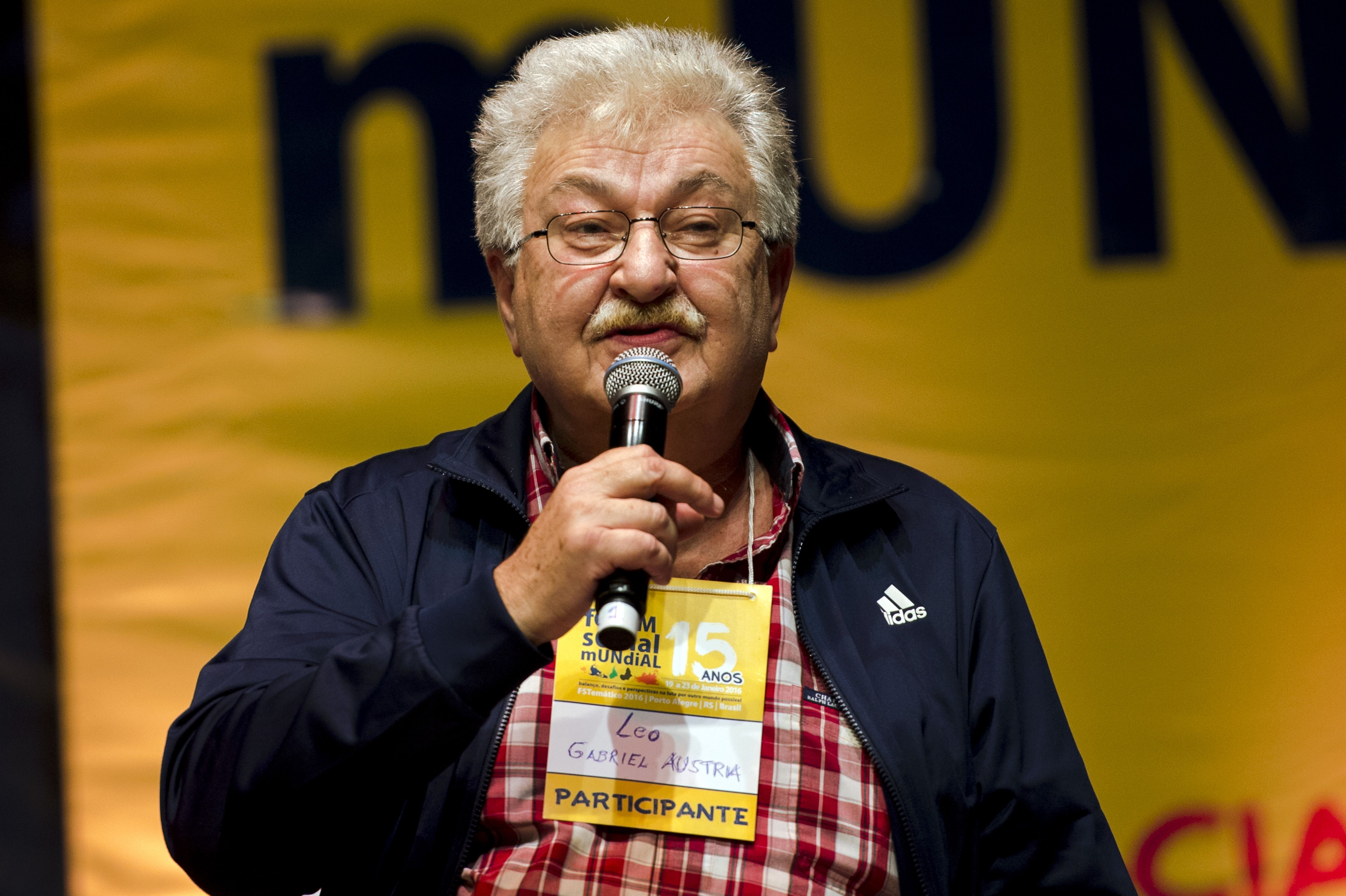
Leo Gabriel (2016)

Leo Gabriel (* 27. Juli 1945 in Neunkirchen, Niederösterreich) ist ein österreichischer Sozialanthropologe, Journalist und Dokumentarfilmer.

## Leben
Leo Gabriel, Sohn des Philosophen Leo Gabriel, stammt aus einem konservativen Elternhaus und studierte nach dem Besuch des Humanistischen Gymnasiums Rechts- und Staatswissenschaften in Wien und Sozialanthropologie in Paris bei Claude Lévi-Strauss, wo er den Mai 68 miterlebte. Nach seiner Promotion ging er nach Lateinamerika, wo er u. a. als Professor für Politikwissenschaft in Mexiko-Stadt tätig war und einige Zeit in Ivan Illichs Centro Intercultural de Documentación (CIDOC) in Cuernavaca verbrachte. 1975 gründete er mit Werner Hörtner und anderen die Informationsgruppe Lateinamerika (IGLA) mit dem Ziel, mit der Herausgabe der Zeitschrift Lateinamerika anders eine Gegenöffentlichkeit zur vorherrschenden Medienberichterstattung über Lateinamerika aufzubauen. Im Mai 1979 hielt er sich in Nicaragua auf, wo er als Korrespondent für zahlreiche europäische Medien, unter anderem die taz und die Neue Zürcher Zeitung, arbeitete. Nach dem Sieg der Sandinisten gründete Gabriel zusammen mit holländischen und spanischen Journalisten die alternative Nachrichtenagentur Agencia Periodística de Información Alternativa (APIA). Gabriel blieb bis zur Abwahl der Sandinisten 1990 Informant der österreichischen Nicaragua-Solidaritätsbewegung.
1985 bis 2005 war Leo Gabriel Leiter des „Ludwig-Boltzmann-Instituts für zeitgenössische Lateinamerikaforschung“ in den Räumen des Österreichischen Lateinamerika-Instituts in Wien.
2004 kandidierte er als Spitzenkandidat der LINKE Liste bei der Europawahl. Er ist Koordinator des Projekts LATAUTONOMY und Promotor des Weltsozialforums,  des Europäischen Sozialforums sowie Mitinitiator des Austrian Social Forum. Zu den Themen Naher Osten, Palästina und Israel hat er sich kontrovers geäußert.
Gabriel lebt seit 1996 in Wien. Er ist mit einer Salvadorianerin verheiratet, seine Kinder sind in Nicaragua geboren.

## Werke

### Bücher
- Aufstand der Kulturen. Konfliktregion Zentralamerika: Guatemala, El Salvador, Nicaragua. 1987.
- (Hrsg. mit Werner Berger:) Alternativen zum Neoliberalismus in Lateinamerika. 1992, Passagen Verlag
- La proyeccion social de las repoblaciónes en El Salvador: Una investigación socioantropológica da la Comisión para el Desarrollo de la Academia de Ciencas de Austria. 1993.
- El Universo de la Tierra. Las culturas campesinas en el Pacífico y Centro de Nicaragua. Una investigación socio-antropológico de la Universidad Nacional Autónoma de Nicaragua. 1993.
- El Universo de la Vida: „Las culturas campesinas y la situacion agraria en Guatemala“. Una investigación socioantropológica. 1995.
- Die globale Vereinnahmung und der Widerstand Lateinamerikas gegen den Neoliberalismus. (1997)
- Multikulturelle Autonomie in Lateinamerika. 2004.
- (Hrsg.:) Politik der Eigenständigkeit: Lateinamerikanische Vorschläge für eine neue Demokratie. 2005, ISBN 3-85476-171-6.
- (Hrsg.:) Lateinamerikas Demokratien im Umbruch. 2010, ISBN 978-3-85476-354-3.

### Filme
- Senderos
- Das Boot der Hoffnung (1990), 60 min.
- Opfer der Globalisierung: Maquiladora-Fabriken in Lateinamerika (1998), 11 min.
- Opfer der Globalisierung: Clean Clothes (1999), 12 min.